# NGC 3923
NGC 3923 (другие обозначения — ESO 440-17, MCG -5-28-12, AM 1148-283, PGC 37061) — эллиптическая галактика (E4) в созвездии Гидра.
Этот объект входит в число перечисленных в оригинальной редакции «Нового общего каталога».
Галактика NGC 3923 входит в состав группы галактик NGC 3923. Помимо NGC 3923 в группу также входят NGC 3904, ESO 440-6, ESO 440-27 и ESO 504-30.

## Характеристики
Галактика имеет слоистую структуру. Как считают учёные, подобное расслоение получается в результате «галактического каннибализма» - когда большая галактика поглощает другую галактику. По мере приближения двух центров сталкивающихся галактик, взаимная гравитация создает своеобразные колебания материи вокруг общего центра тяжести, а  эти колебания, в свою очередь, производят «рябь», словно от упавшего камня в центр озера.  Астрономы насчитали в галактике NGC 3923 около двадцати слоев, которые смотрятся довольно симметрично.
В 2018 году в галактике была зарегистрирована сверхновая SN 2018aoz. Она принадлежит к типу Ia, т.е. образовалась в результате взрыва белого карлика.